# Lundeborg Kirke
Lundeborg Kirke er en kirke lidt uden for Lundeborg i Lundeborg Sogn i Svendborg Kommune på Sydfyn.
Kirken er bygget i 1896 under navnet Lundeborg Bedehus. Bedehuset var ejet og administreret af stamhuset Broholm, indtil det overgik til menigheden i Lundeborg. I de første år var der kun gudstjeneste en gang om måneden og altergang to gange om året og altid på en hverdag.
Først blev langhuset bygget, og senere blev det lille tårn tilføjet.
- Kirkens skib med tårn i baggrunden
- Kirkens tårn
- Kirken set fra kirkegården

## Eksterne kilder og henvisninger
- Lundeborg Kirke hos KortTilKirken.dk